# The Necks
The Necks ist ein Ambient-Jazz-Trio aus Sydney in Australien, welches seit 1987 besteht und gelegentlich dem Dark Jazz zugerechnet wird. Die Musiker sind seit der Gründung Chris Abrahams (Klavier und Hammondorgel), Tony Buck (Schlagzeug) und Lloyd Swanton (E-Bass und Kontrabass). Die Band spielt längere improvisierte Stücke, die auf Motivwiederholungen und -entwicklungen aufbauen und diese in fast meditativer Weise improvisierend entwickeln. Die meisten ihrer Aufnahmen bestehen aus einem einzigen, etwa eine Stunde dauernden Track.
The Necks sind auch in Europa bekannt. So traten sie 2008 bei den Donaueschinger Musiktagen auf. Einer ihrer Soundtracks (für das australische Drama The Boys) (1998) war als „bester Soundtrack“ für den ARIA Award nominiert.

## Diskografie
- Sex (1989)
- Next (1990)
- Aquatic (1994)
- Silent Night (1996)
- The Boys (Soundtrack, 1998)
- Piano, Bass, Drums (1998)
- Hanging Gardens (1999)
- Aether (2001)
- Athenaeum, Homebush, Quay & Raab (2002) (vier Live-Mitschnitte)
- Photosynthetic (2003) – Livemitschnitt aus Moskau (2002)
- Drive By (2003; APRA Award 2005)[3]
- Mosquito/See Through (2004) – Doppelalbum
- Chemist (2006; APRA Award 2006)[4]
- Townsville (2007)
- Silverwater (2009)
- Mindset (2011)
- Open (2013)
- Vertigo (2015)
- Unfold (2017)
- Body (2018)
- Three (2020)[5]
- Travel (2023)[6]
- Bleed (2024)